# Proctotrupes gravidator
Proctotrupes gravidator (лат.) — вид проктотрупоидных наездников (Proctotrupoidea) рода Proctotrupes из семейства Proctotrupidae. Голарктика.

## Распространение
Палеарктика (Ближний Восток, Европа, Кавказ, Китай, Монголия, Сибирь, Средняя Азия, Япония), Неарктика. В России найдены от европейской части до Дальнего Востока (в том числе, Амурская область, Забайкалье, Приморский край, Хабаровский край и остров Врангеля).

## Описание
Длина тела 3,3—6,0 мм. Голова и грудь чёрные. Брюшко со стебельком. Усики 13-члениковые. Паразитируют на личинках жужелиц (Carabidae) родов Amara (Amara apricaria, Amara bifrons) и Harpalus.

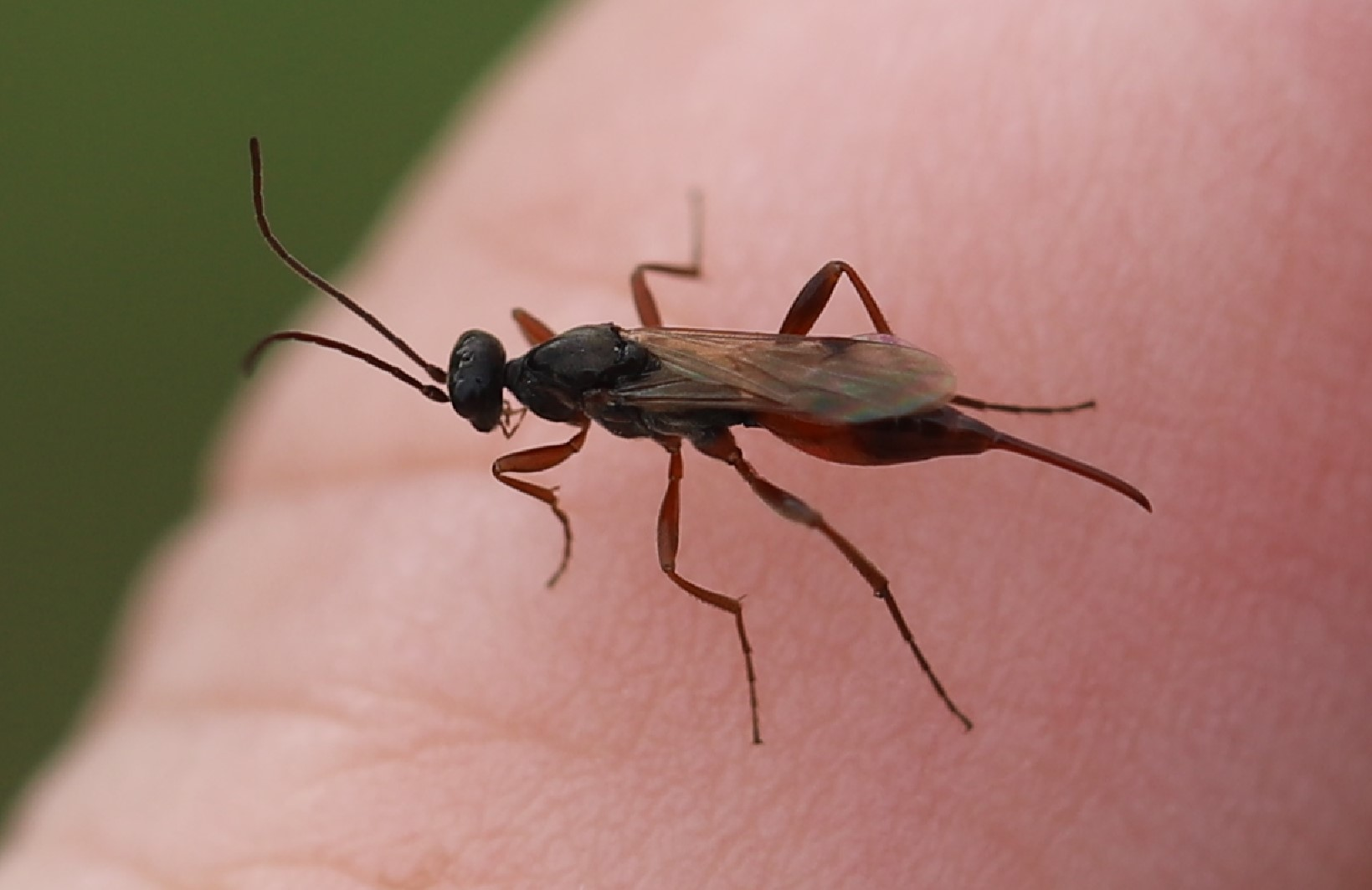